# Улица Менделеева (Мелитополь)
Улица Менделеева (укр. Вулиця Менделєєва) — улица Мелитополя, идущая от улицы Александра Тышлера до улицы Чкалова.
Полностью состоит из частного сектора. Покрытие преимущественно грунтовое, за исключением небольшого заасфальтированного участка со стороны улицы Чкалова.

## Название
Улица названа в честь Дмитрия Ивановича Менделеева — выдающегося русского учёного, добившегося огромных успехов в области химии, в частности, открывшего фундаментальный закон природы — Периодический закон химических элементов.

## История
Первое упоминание об улице Менделеева относится к 25 февраля 1958 года, когда на заседании мелитопольского горисполкома были утверждены проект прорезки и наименование новой улицы..

## Галерея

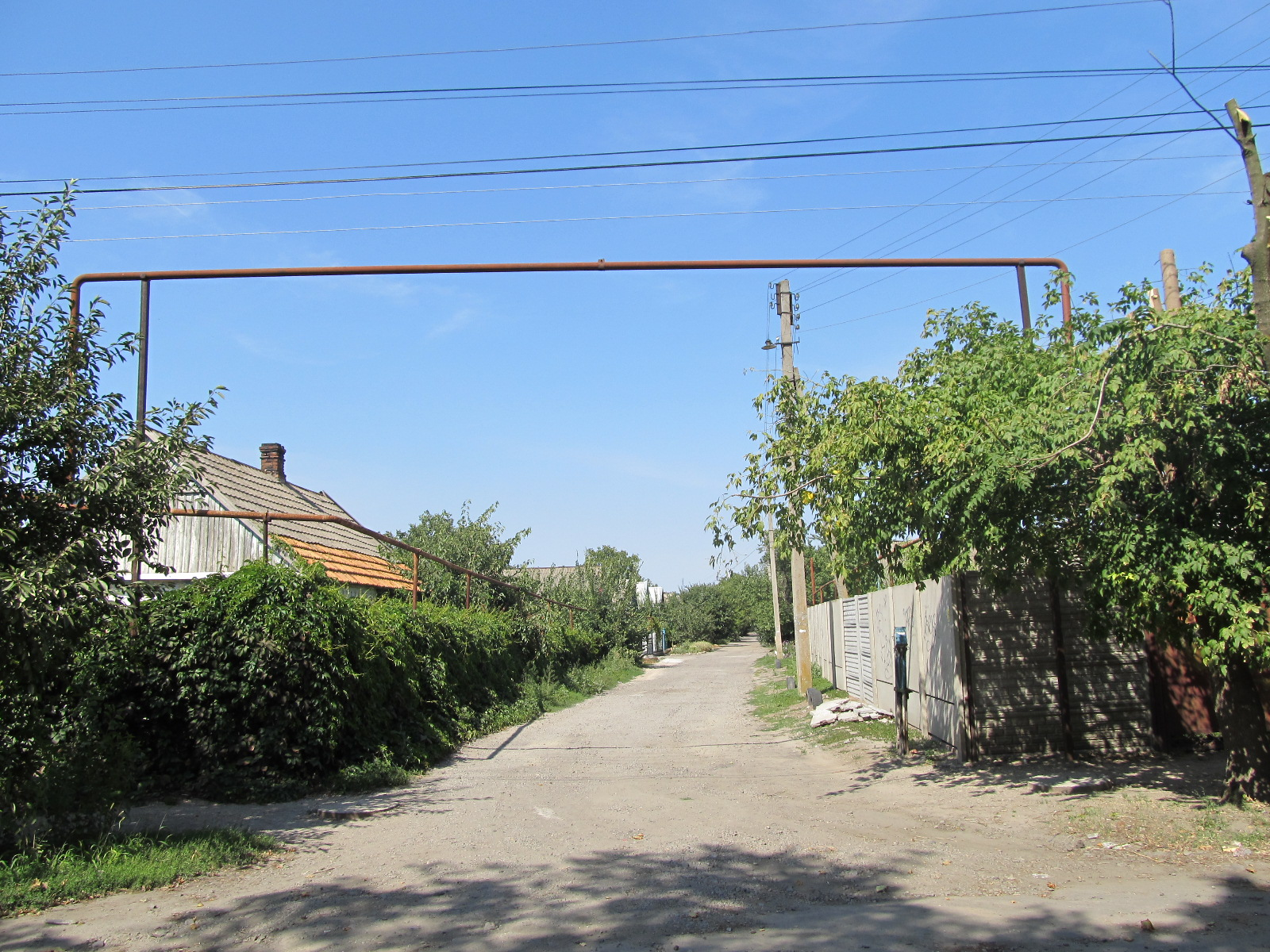
въезд с улицы Александра Тышлера
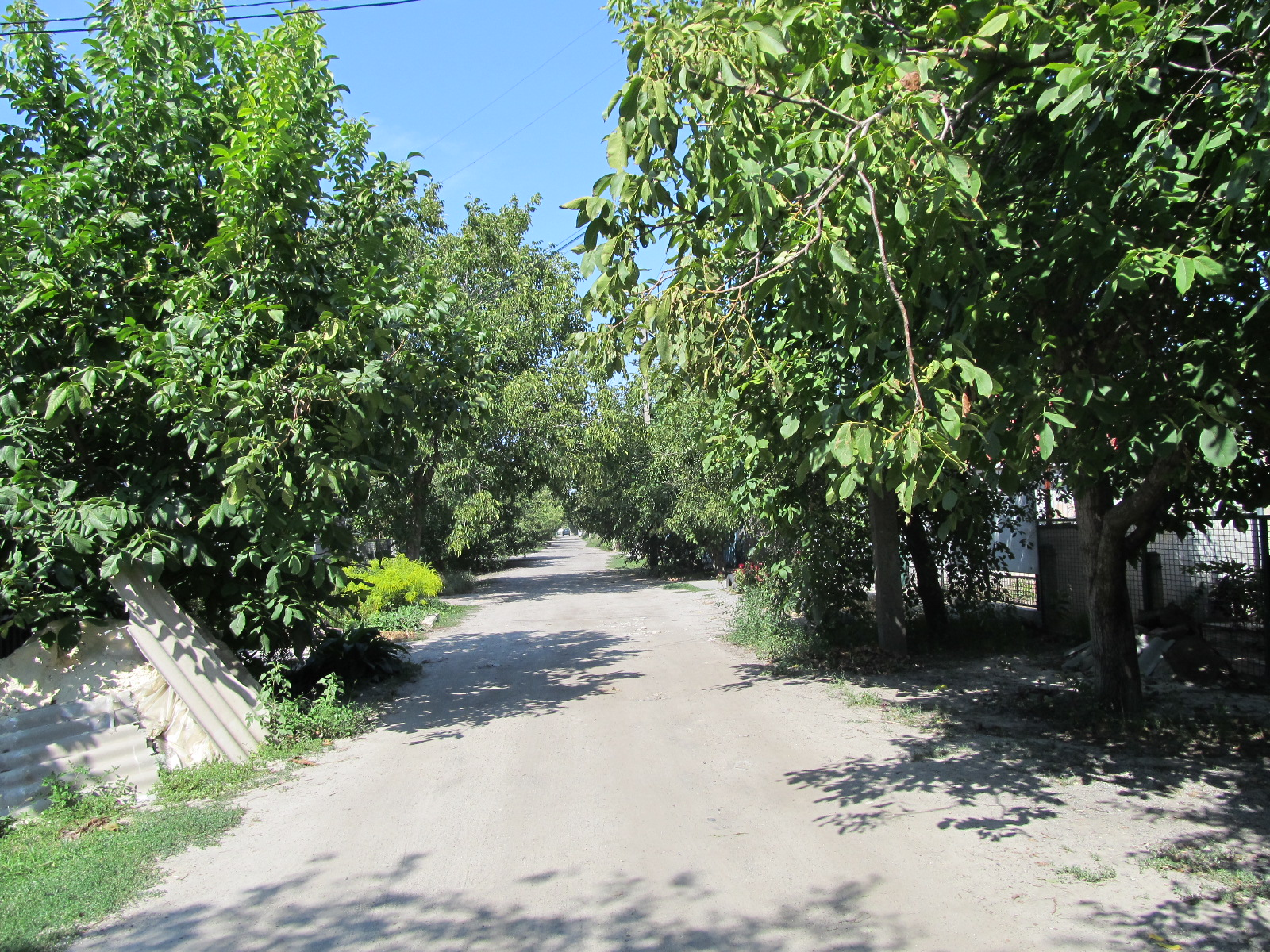
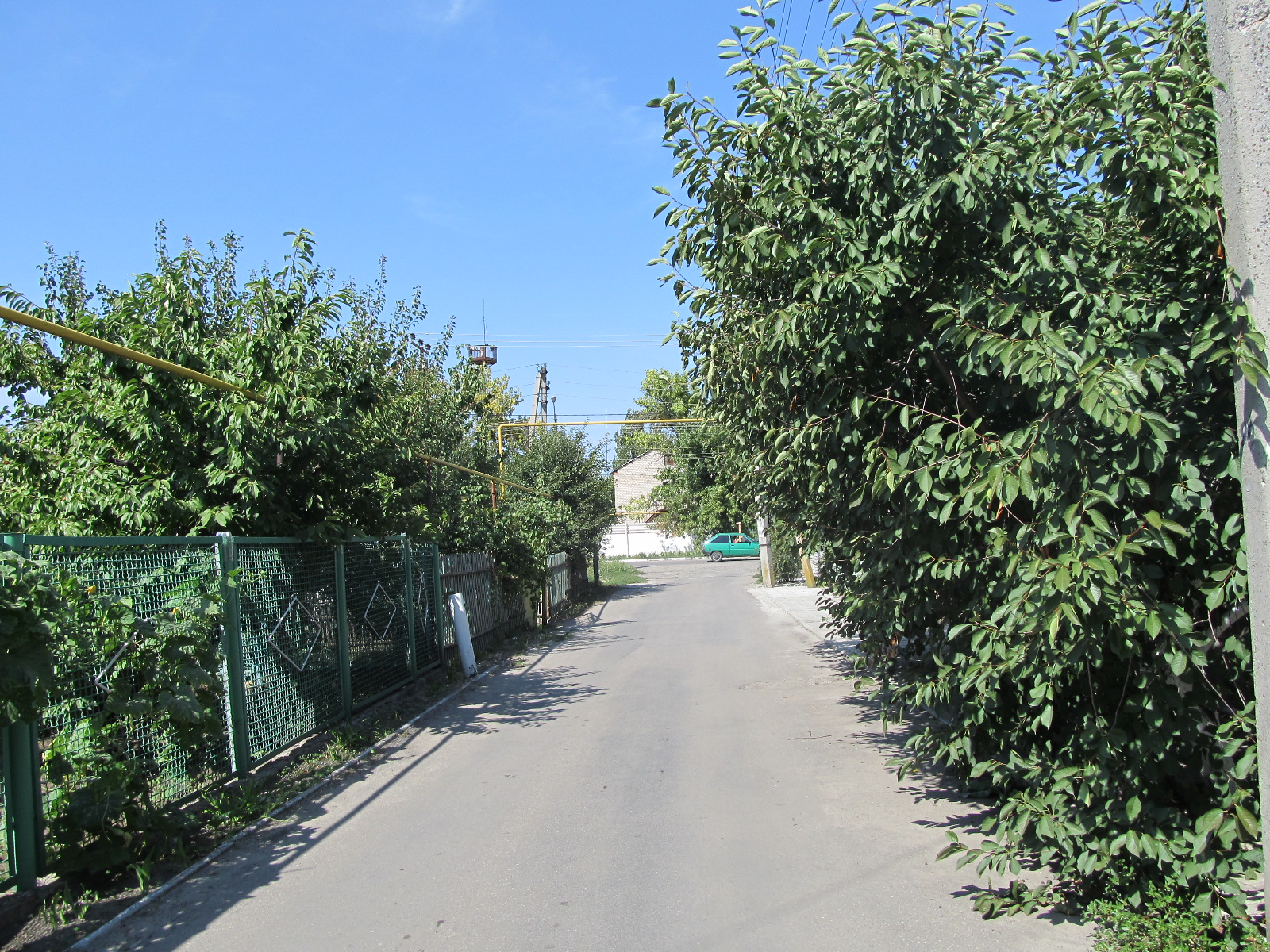
выезд на улицу Чкалова
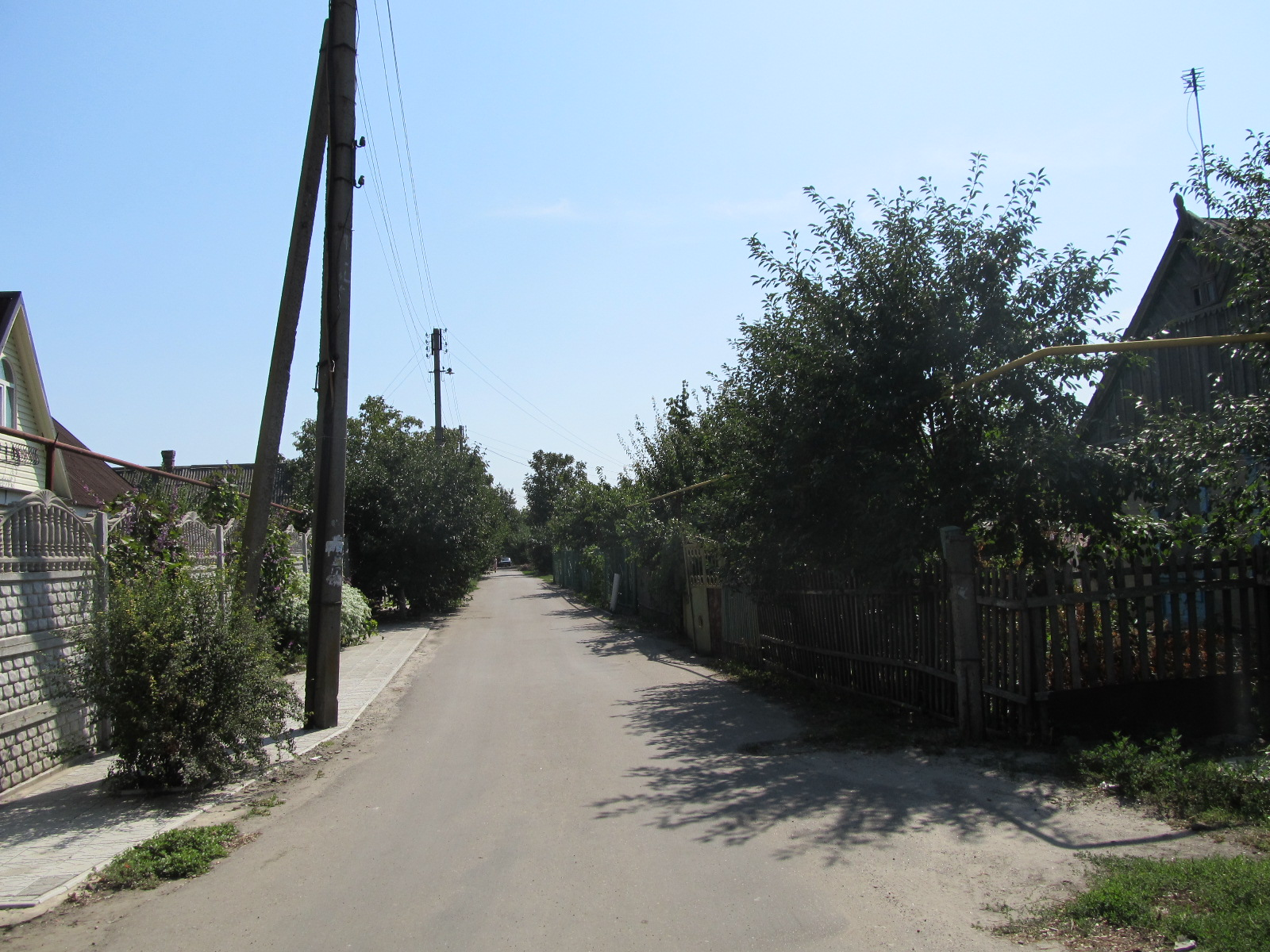
въезд с улицы Чкалова